# Маргарета Австрийска (1416 – 1486)
Вижте пояснителната страница за други личности с името Маргарета Австрийска.
Маргарета Австрийска (на немски: Margaretha von Österreich; * ок. 1416, Инсбрук, Австрия; † 12 февруари 1486, Алтенбург, Федерална република Германия) е австрийска принцеса и чрез женитба курфюрстиня на Саксония.

## Живот
Тя е дъщеря на херцог Ернст Железни (1377 – 1424) от Хабсбургите, и втората му съпруга Кимбурга от Мазовия (1394 – 1429) от Мазовия. Сестра е на император Фридрих III.
Маргарета се омъжва на 3 юни 1431 г. в Лайпциг за саксонския курфюрст Фридрих II „Кроткия“ (1412 – 1464) от род Ветини.
Тя участва в управлението. По нейно нареждане през 1432 г. евреите са изгонени от Маркграфство Майсен. Получава своя работилница в Колдиц за сечене на монети. Майсенско-саксонските грошове с М в началото се наричат Маргаретини грошове.
Погребана е в дворцовата църква в Алтенбург.

## Деца
Маргарета и Фридрих II имат осем деца:
- Амалия (* 4 април 1436, † 19 ноември 1501), ∞ 21 февруари 1452 за херцог Лудвиг IX от Бавария-Ландсхут (* 23 февруари 1417, † 18 януари 1479)
- Анна (* 7 март 1437, † 31 октомври 1512), ∞ 12 ноември 1458 за Алберт III Ахилес, курфюрст на Бранденбург от Хоенцолерните
- Фредерик (* 28 август 1439, † 23 декември 1451)
- Ернст (* 24 март 1441, † 26 август 1486) ∞ Елизабет Баварска (1443 – 1484), дъщеря на херцог Албрехт III (Бавария) (1401 – 1460)
- Албрехт III „Храбрия“ (* 31 юли 1443, † 12 септември 1500 ∞ Зедена (Сидония Бохемска) (1449 – 1510), дъщеря на крал Георг от Подебради (1420 – 1510) от Хабсбургите
- Маргарете (* 1444, † ок. 19 ноември 1498), абатеса в Зойслиц
- Хедвиг (* 31 октомври 1445, † 13 юни 1511, абатеса в Кведлинбург (1458 – 1511)
- Александер (* 24 юни 1447, † 14 септември 1447)